# Two's Company (album)
| Recensione | Giudizio |
| ---------- | -------- |
| AllMusic   |          |

Two's Company è un album a nome Maynard Ferguson and Chris Connor, pubblicato nell'aprile del 1961.

## Tracce

### LP (1961, Roulette Records, R 52068/SR 52068)
Lato A (RLP-215-A)
1. I Feel a Song Coming On – 2:02 (testo: George Oppenheim, Dorothy Fields – musica: Jimmy McHugh) – Registrato il 30 gennaio 1961 a New York
2. The Wind – 4:55 (testo: Jerry Gladstone – musica: Russ Freeman) – Registrato il 15 dicembre 1960 a New York
3. New York's My Home – 4:35 (Gordon Jenkins) – Registrato il 15 dicembre 1960 a New York
4. Guess Who I Saw Today? – 3:27 (testo: Elisse Boyd – musica: Murray Grand) – Registrato il 22 dicembre 1960 a New York
5. When the Sun Comes Out – 3:32 (testo: Ted Koehler – musica: Harold Arlen) – Registrato il 15 dicembre 1960 a New York

Durata totale: 18:31
Lato B (RLP-215-B)
1. Send for Me – 2:32 (Ollie Jones) – Registrato il 30 gennaio 1961 a New York
2. Where Do You Go? – 3:40 (testo: Arnold Sundgaard – musica: Alec Wilder) – Registrato il 22 dicembre 1960 a New York
3. Something's Coming (da "West Side Story") – 6:23 (testo: Stephen Sondheim – musica: Leonard Bernstein) – Registrato il 30 gennaio 1961 a New York
4. Deep Song – 4:40 (George Cory, Douglass Cross) – Registrato il 30 gennaio 1961 a New York
5. Can't Get Out of This Mood – 2:43 (testo: Frank Loesser – musica: Jimmy McHugh) – Registrato il 30 gennaio 1961 a New York

Durata totale: 19:58

## Formazione
- Maynard Ferguson – tromba, trombone, corno francese
- Chris Connor – voce solista
- Chet Ferretti – tromba
- Bill Berry – tromba
- Rolf Ericson – tromba
- Ray Winslow – trombone
- Kenny Rupp – trombone
- Lanny Morgan – sassofono alto, flauto
- Willie Maiden – sassofono tenore, clarinetto
- Joe Farrell – sassofono tenore, sassofono soprano, flauto
- Frank Hittner – sassofono baritono, clarinetto basso, flauto
- Jaki Byard – pianoforte
- John Neves – contrabbasso
- Rufus Jones – batteria

### Produzione
- Teddy Reig – produzione, note retrocopertina album originale